# هاليت
الهاليت هو صيغة معدنية لكلوريد الصوديوم (NaCl) المعروف شائعًا باسم الملح الصخري. ويكوّن الهاليت بلورات مكعبة. والملح عادة ما يتراوح من عديم اللون إلى أبيض، وأحياناً خفيف الزرقة، غامق الزرقة، وردي، أصفر، أو رمادي. ويعود اختلاف ألوان الهاليت إلى اختلاف نسب الشوائب ويتواجد بكثرة مع ترسبات معدنية تبخرية مختلفة مثل الكبريتات، الهاليدات والبورات.

## الاستخدامات

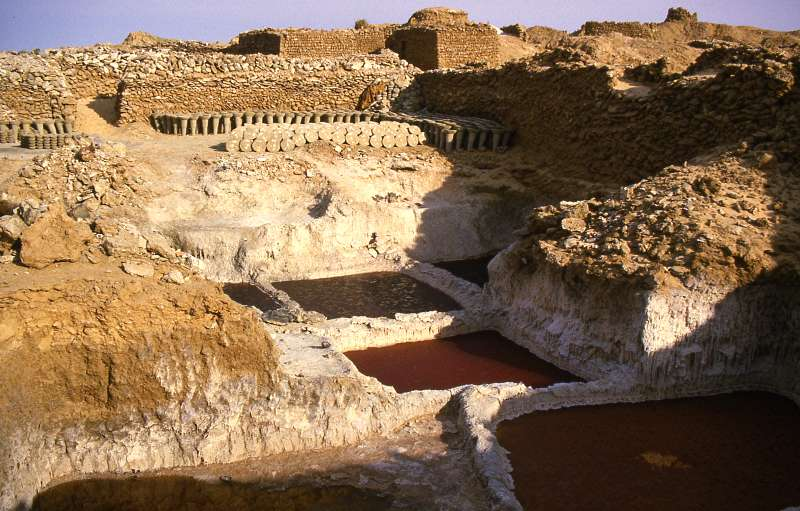
الملح الصخري من مناجم الهاليت في بيلما، النيجر كانوا سلعة تجارية هامة في التجارة عبر الصحراء الكبرى

يستخدم حاليا في محطات الطاقة الشمسية المركزة بدلا من الزيت البترولي نظرا لخصائصه الفيزيائية المفيدة في هذا المجال مثل درجة غليانه.

## معرض صور

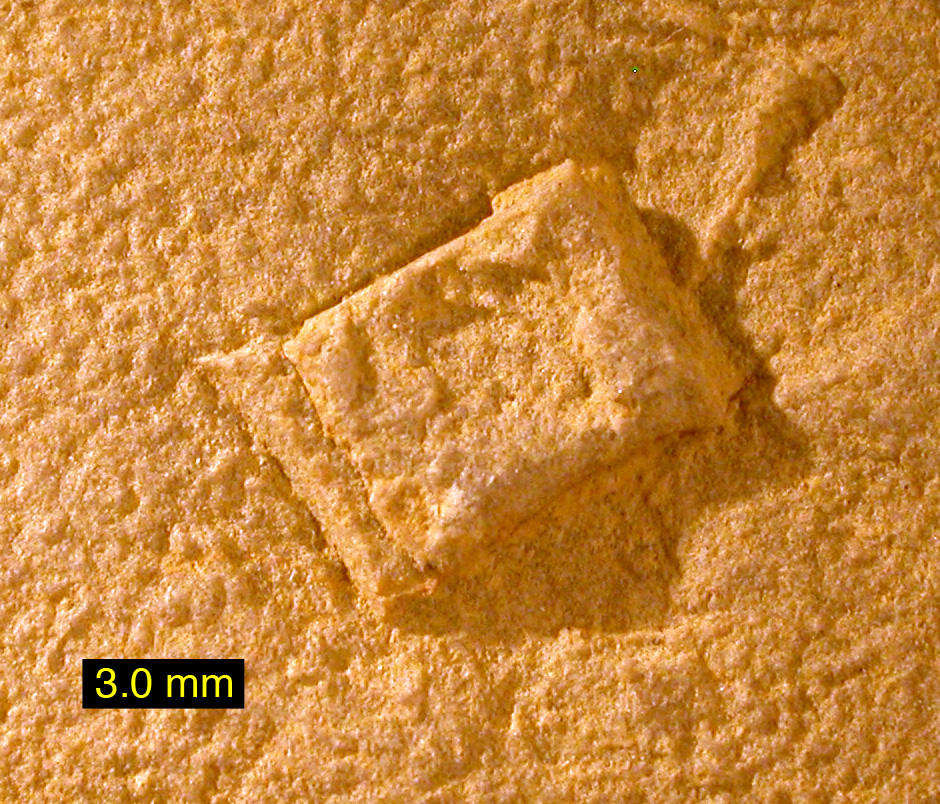
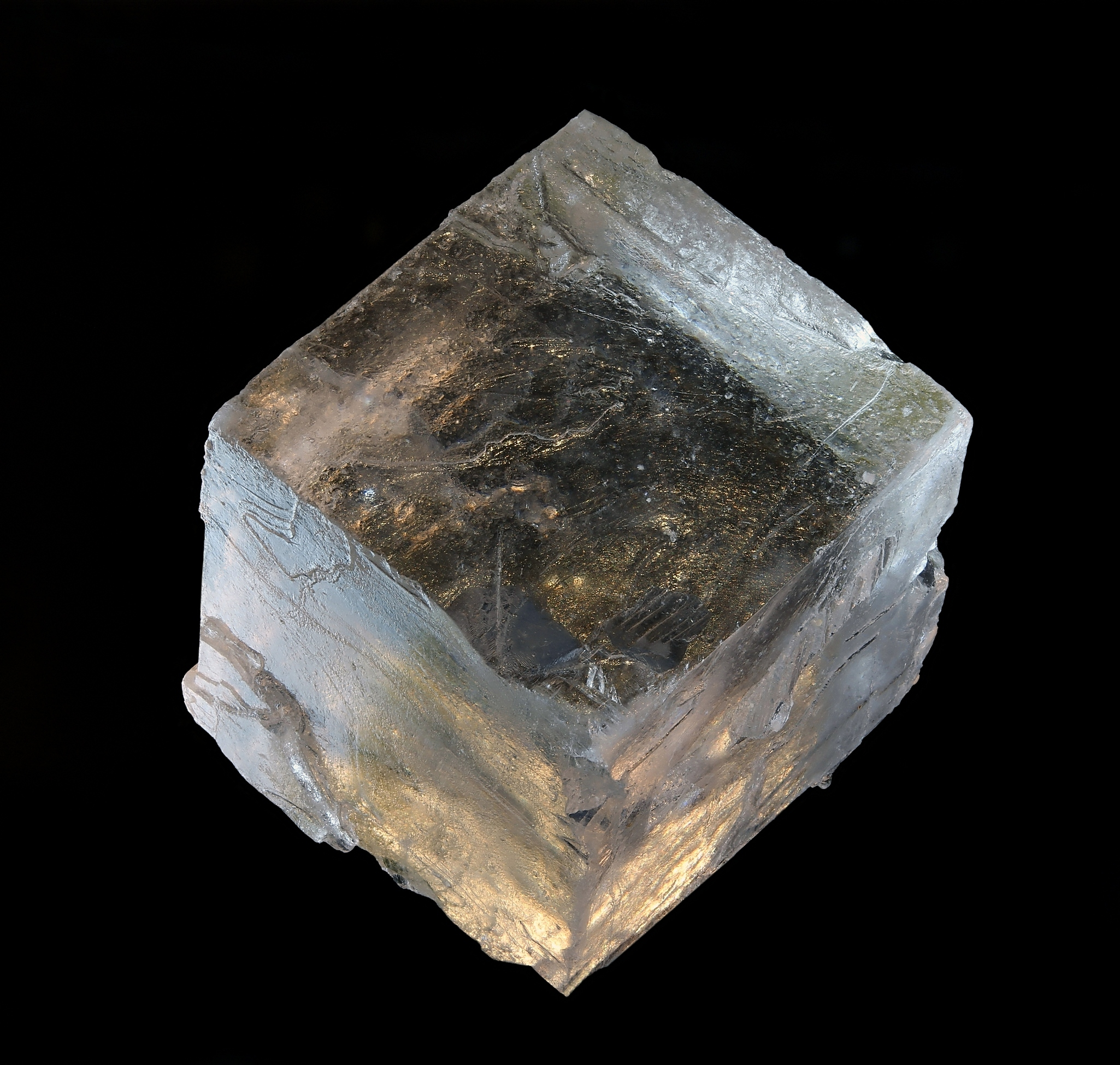
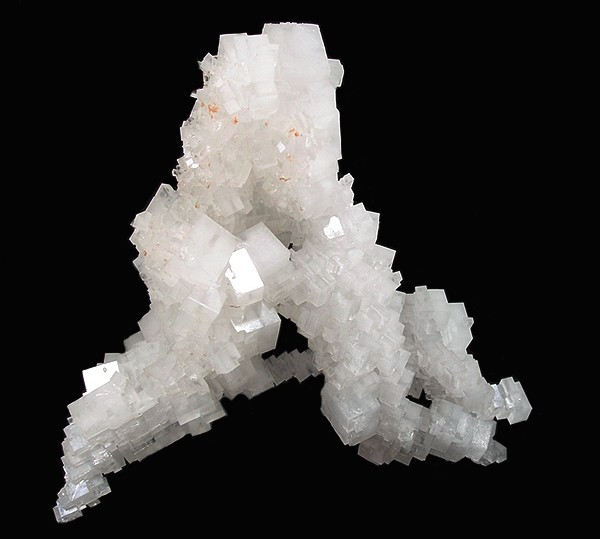
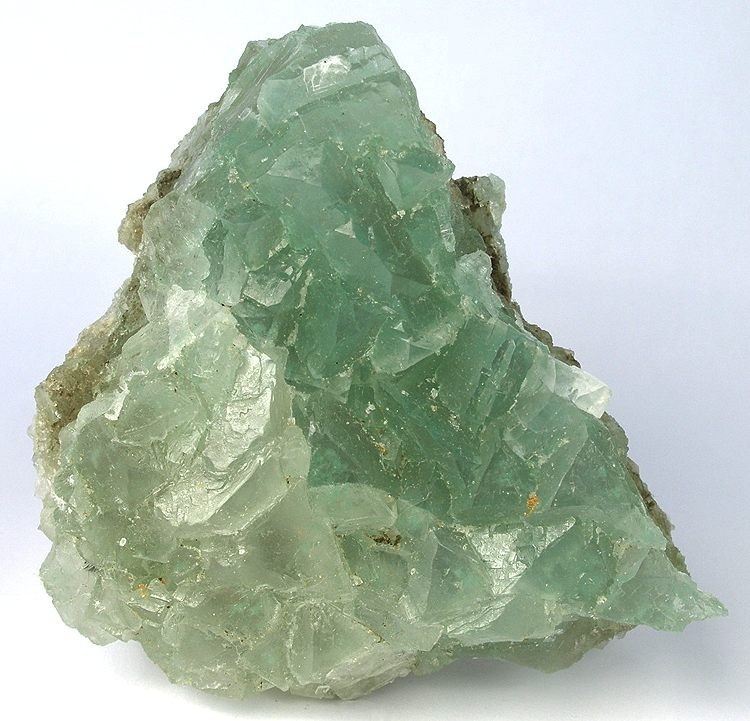
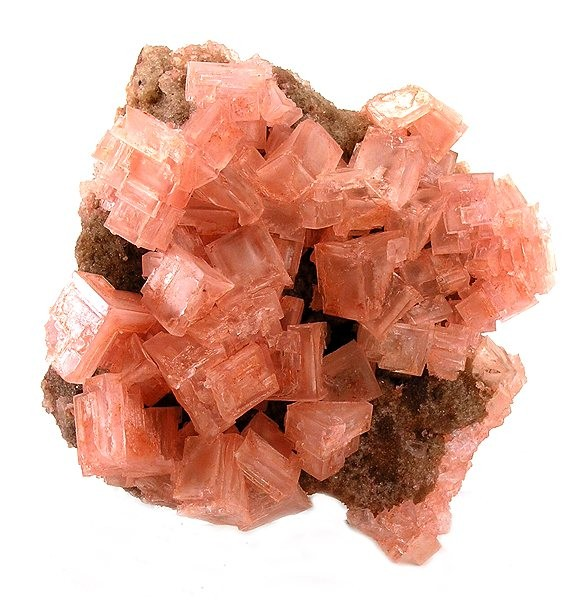
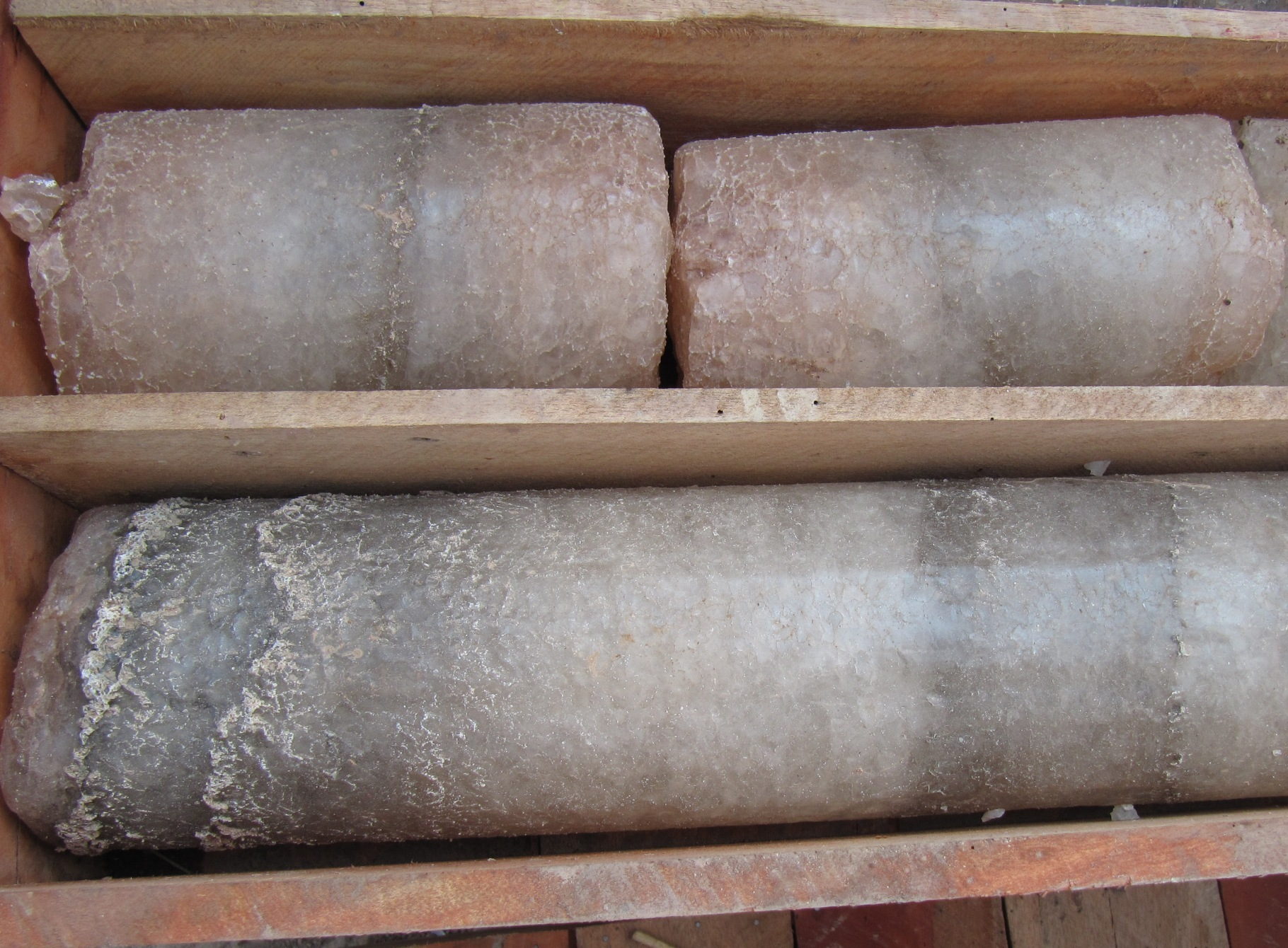

## مصادر

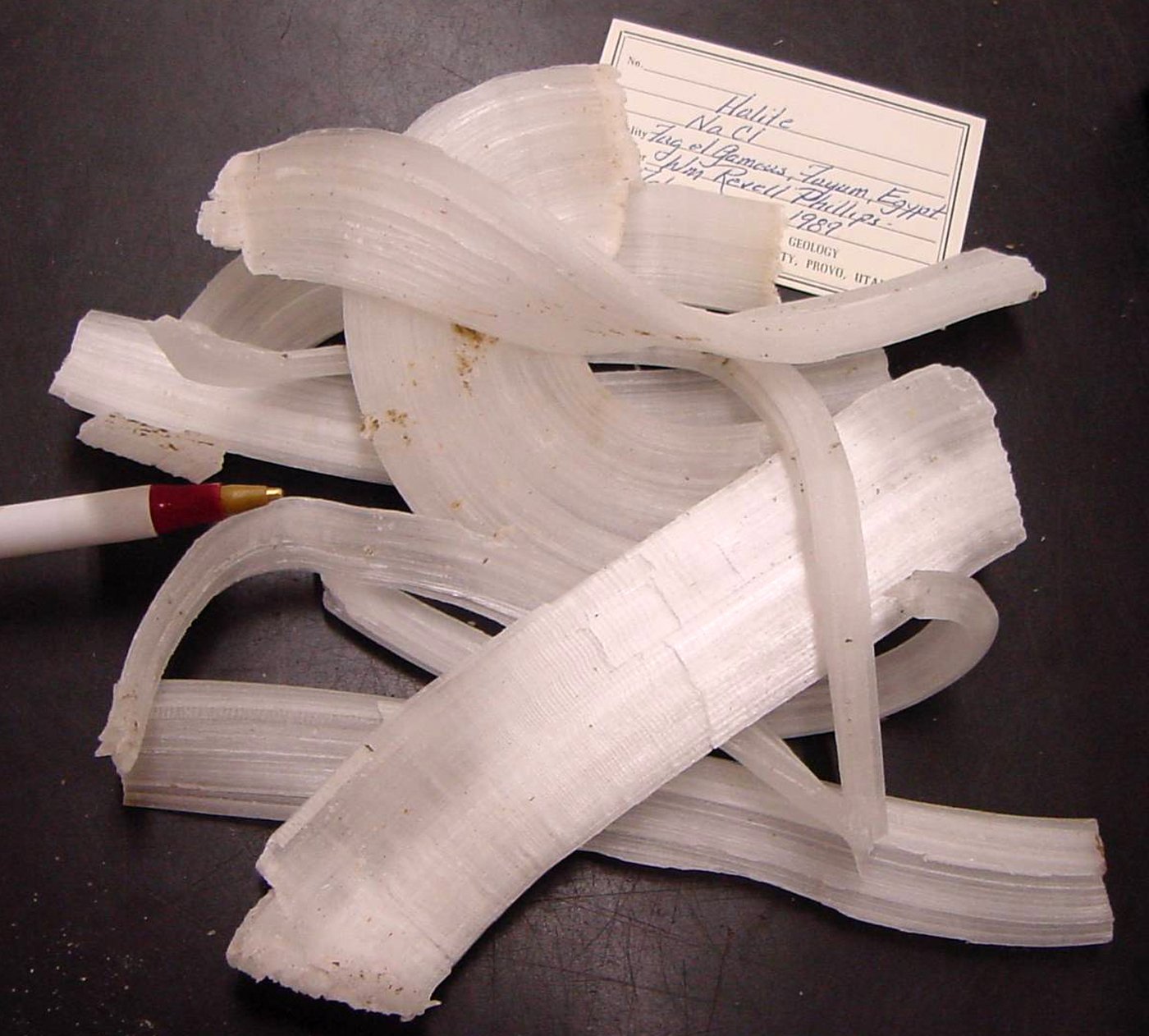
بلورات هاليت غير معتادة من الفيوم، مصر